# Pardosa josemitensis
Pardosa josemitensis là một loài nhện trong họ Lycosidae.
Loài này thuộc chi Pardosa. Pardosa josemitensis được Embrik Strand miêu tả năm 1908.